# Foro Global sobre Transparencia e Intercambio de Información Tributaria
El Foro Global sobre Transparencia e Intercambio de Información Tributaria fue fundado en 2000 por la Organización para la Cooperación y el Desarrollo Económicos (OCDE) con el fin de elaborar normas en materia de derecho fiscal y tributario para erradicar los llamados 'paraísos fiscales', etiqueta que se emplea para denominar a 33 territorios o jurisdicciones en el mundo.

## Miembros y actividades
| País                      | Año compromiso | Notas     |
| ------------------------- | -------------- | --------- |
| México                    | 2017           |           |
| Hungría                   | 2017           |           |
| Mónaco                    | 2017           |           |
| República Checa           | 2017           |           |
| Reino Unido               | 2017           |           |
| Alemania                  | 2017           |           |
| Suiza                     | 2018           |           |
| Ucrania                   | 2017           |           |
| Portugal                  | 2017           |           |
| Países Bajos              | 2017           |           |
| Italia                    | 2017           |           |
| Islandia                  | 2017           |           |
| Francia                   | 2017           |           |
| España                    | 2017           |           |
| Noruega                   | 2017           |           |
| Luxemburgo                | 2017           |           |
| Irlanda                   | 2017           |           |
| Dinamarca                 | 2017           |           |
| Corea del Sur             | 2017           |           |
| Chipre                    | 2017           |           |
| Suecia                    | 2017           |           |
| Colombia                  | 2017           |           |
| Bélgica                   | 2017           |           |
| Grecia                    | 2017           |           |
| Singapur                  | 2017           |           |
| Liechtenstein             | 2017           |           |
| Sudáfrica                 | 2017           |           |
| Mauricio                  | 2017           |           |
| Barbados                  |                | Pendiente |
| India                     |                | Pendiente |
| Bulgaria                  |                | Pendiente |
| Serbia                    | 2017           |           |
| Polonia                   | 2017           |           |
| Noruega                   | 2017           |           |
| Finlandia                 | 2017           |           |
| Croacia                   | 2017           |           |
| Argentina                 | 2017           |           |
| San Marino                | 2017           |           |
| Seychelles                |                | Pendiente |
| Trinidad y Tobago         |                | Pendiente |
| Groenlandia               |                | Pendiente |
| Islas Feroe               | 2017           |           |
| Guernesey                 | 2017           |           |
| Isla de Man               | 2017           |           |
| Jersey                    | 2017           |           |
| Anguila                   | 2017           |           |
| Bermuda                   | 2017           |           |
| Gibraltar                 | 2017           |           |
| Islas Caimán              | 2017           |           |
| Islas Turcas y Caicos     | 2017           |           |
| Islas Vírgenes Británicas | 2017           |           |
| Montserrat                | 2017           |           |
| Andorra                   | 2018           |           |
| Austria                   | 2018           |           |
| Aruba                     | 2018           |           |

El Foro nació con 32 países miembros, pero en 2009 contaba ya con 90 países o territorios. Desde 2002 elabora modelos de intercambio de información fiscal y tributaria para acuerdos bilaterales o multilaterales. Desde 2006 publica estudios anuales sobre legislación fiscal y tributaria persiguiendo la transparencia y el intercambio de información tributaria. Uno de sus objetivos corresponde a la transmisión sistemática y periódica de información fiscal por parte de los países al país de residencia en relación con diversas categorías de ingresos, tales como dividendos, intereses, ingresos brutos, regalías, salarios, pensiones, etc. 
El Foro es continuación del anterior Foro sobre prácticas fiscales perjudiciales, órgano interno del Comité de asuntos fiscales de la OCDE, creado en 1996 por iniciativa del G7.
Al 2009, los líderes del G20 declararon que "la era del secreto bancario había culminado", reconociendo al Foro Global como uno de los promotores más importantes de este resultado. 
En noviembre del 2018, se organizó un encuentro entre representantes de varios países latinoamericanos en aras de fortalecer los esfuerzos regionales para combatir el fraude y la corrupción fiscal que concluyó con la firma de la Declaración de Punta del Este.
Hasta julio del 2020, este organismo cuenta con 161 miembros.
50 países y jurisdicciones han firmado el acuerdo Global de Transparencia. De ellos, 48 países lo harán desde 2017 y 2 más desde 2018. Andorra firmó el acuerdo con la OCDE el 5 de noviembre de 2013.

## Historia
Reunión de 2009
El Foro se reunió por quinta vez el 1 y 2 de septiembre de 2009 en México, con la presencia de 70 países o jurisdicciones. El australiano Mike Rawstron fue nombrado secretario del Foro y el francés François d'Aubert, elegido presidente del Peer Review Group.
Reunión de 2014
Celebrada en Berlín los días 28 y 29 de octubre de 2014, el llamado VII Foro Global sobre Transparencia e Intercambio de Información Tributaria, y a iniciativa de Alemania, España, Francia, Italia y Reino Unido, acordó un modelo de intercambio de información automática. La OCDE invitó a todos los Estados a sumarse a este Foro Global que buscaba un acuerdo similar al FATCA, ya firmado entre la Unión Europea y los Estados Unidos. Previamente, la OCDE aprobó el 17 de enero de 2014 un modelo para el nuevo sistema común y estandarizado de intercambio de información.

## Acuerdos
El  Estándar para el Intercambio Automático de Información de Cuentas Financieras, desarrollado por la OCDE con los países del G20, representa el consenso internacional sobre el intercambio automático de información de cuentas financieras con fines fiscales, de manera recíproca.
Se trata de un acuerdo multilateral para el intercambio de información anual sobre cuentas financieras superiores a $250.000 dólares de manera automática y estandarizada entre los países firmantes, es decir, sin requerimiento expreso de las autoridades fiscales extranjeras sobre casos individuales por indicios de fraude. El acuerdo se mantiene abierto a nuevas incorporaciones que se produzcan en un futuro.
Tipos de cuentas que se intercambiarán: depósitos bancarios, valores negociables, participaciones en fondos de inversión, seguros o rentas.
Datos que se intercambiarán: saldos, importes percibidos por rentas o transmisiones, personas físicas o jurídicas titulares o que tengan control sobre la cuenta.
Queda pendiente el proyecto de la OCDE contra la erosión de bases imponibles y la transferencia artificial de beneficios empresariales (BEPS).
En julio del 2014, se aprobó el Estándar Común de Reporte con el objetivo de obtener información sobre las instituciones financieras e intercambiar automáticamente esta información con otras jurisdicciones anualmente. La versión del 2017 define el tipo de información financiera que se debe intercambiar, las instituciones financieras llamadas a transmitir dicha información, los distintos tipos de cuentas, los contribuyentes implicados, así como los procedimientos de diligencia común razonables que las instituciones financieras deben seguir.

## Plazos
En 2017 se iniciará el intercambio automático de información, con datos referidos a cuentas financieras que estén abiertas a finales de 2015 y a cuentas que se abran con posterioridad a esa fecha. 
2015: La UE lo pone en práctica entre los 18 países de la Eurozona, según acuerdo del Consejo de Asuntos Económicos y Financieros de la Unión Europea (Ecofin). En agosto, la OCDE publicó la primera edición del Manual de implementación de CRS, el cual proporciona una guía práctica para implementar el CRS tanto para funcionarios gubernamentales como para instituciones financieras.
2016: El Foro Global acordó que todos los miembros y no miembros relevantes deberían estar sujetos a una segunda ronda de revisión a partir de 2016, para garantizar el cumplimiento continuo y la implementación de la norma EOIR.
2017: Con fecha 1 de septiembre, 30 países se adhieren al acuerdo.
2018: 3 países (Austria, Suiza y Aruba) se suman al acuerdo. 
6 países están pendientes de firma: Barbados, Bulgaria, India, Seychelles, Trinidad y Tobago y Groenlandia.